# 丹尼尔·里施
丹尼尔·里施（德語：Daniel Risch，發音：[ˈdaːniːɛl ˈʁɪʃ]；1978年3月5日—），列支敦士登政治人物，曾任列支敦士登首相，曾于2017年至2021年任阿德里安·哈斯勒政府的副首相。

## 早年经历
1990年至1998年，里施在瓦都茲列支敦士登文法学校就读，获商学学士学位。之后负笈瑞士，就读于圣加仑大学和苏黎世大学的工商管理系，1999年至2003年就读于德国慕尼黑大学，获经济学博士学位。2004年起在弗赖堡大学进行博士研究，研究领域为商业信息学。2006年至2007年担任墨尔本大学访问学者，期间在瑞士西北应用科技大学担任讲师。2007年完成弗赖堡大学博士课程，获经济学博士学位。
自2007年起，在苏黎世和伯尔尼担任电子商务咨询公司Unic AG的项目经理、销售主管和首席营销官。2015年至2017年进入政府期间，担任列支敦士登邮政首席营销官。2015年至2017年，担任列支敦士登论坛（IKT Forum Liechtenstein）董事会成员。

## 列支敦士登首相

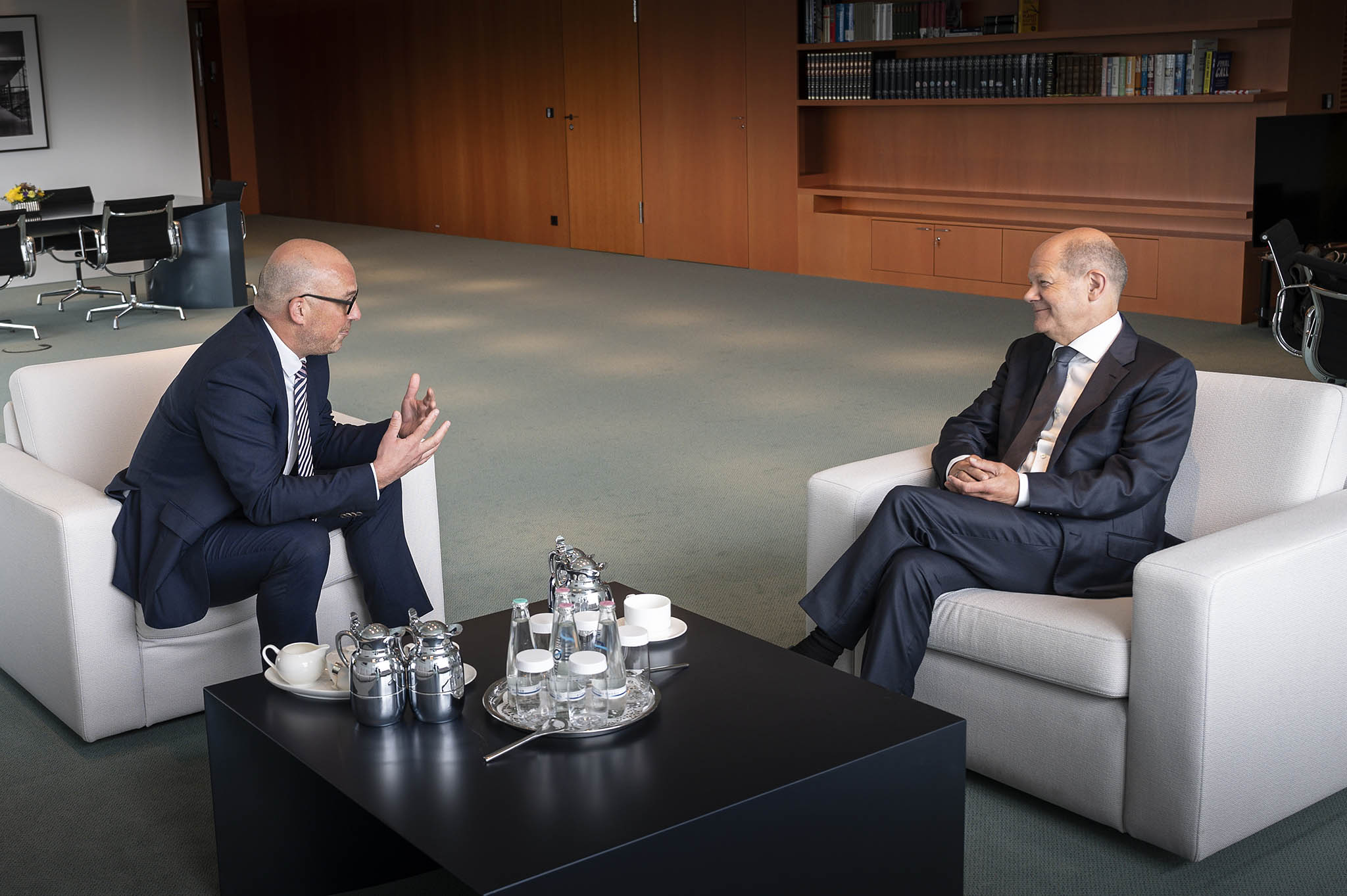
2022年5月，里施会见德国总理奥拉夫·朔尔茨

2017年列支敦斯登議會選舉结束后，获提名为列支敦士登副首相。副首相任内，兼任基础设施、经济事务与体育部部长。2021年列支敦士登议会选举，愛國聯盟与進步公民黨形成悬峙态势。2021年3月25日，里施被提名为列支敦斯登首相，与进步公民党党主席萨比娜·莫瑙尼共同率领联合政府。
2024年2月，里施宣布不参加2025年列支敦士登大选。